# 一家村站
一家村站（蒙古语：ᠭᠠᠭᠴᠠ ᠭᠡᠷ ᠲᠣᠰᠬᠣᠨ）是呼和浩特地铁2号线的地铁车站，位于中华人民共和国内蒙古自治区呼和浩特市新城区丁香北路街道成吉思汗东街与丰州北路交叉口，2020年10月1日開通运营。

## 车站结构
一家村站位于成吉思汗大街与丰州北路交叉口，沿成吉思汗大街呈东西向布置，长275米，为地下两层岛式车站。
| 地面              | 出入口 | A-D出入口 |
| 地下一层          | 站厅   | 客服中心、自动售票机、验票机                                                                                              |
| 地下二层          | 站台层 | \| \| \| █ 2号线往阿尔山路（成吉思汗公园） \| \| 島式 · 開左邊车门 \| \| \| \| \| \| █ 2号线往塔利东路（丝绸之路大道） \| |
|                   |        | █ 2号线往阿尔山路（成吉思汗公园）                                                                                         |
| 島式 · 開左邊车门 |        | |
|                   |        | █ 2号线往塔利东路（丝绸之路大道）                                                                                         |

## 车站出口
一家村站共设4个出口，各出口及周围设施如下所示：
| 出口编号            | 照片 | 地点                 | 可到达目的地   |
| ------------------- | ---- | -------------------- | -------------- |
| A · 出口            |      | 成吉思汗东街（北侧） |                |
| B · 出口            |      | 成吉思汗东街（南侧） | 呼和浩特恒大城 |
| C · 出口 · （设有） |      | 成吉思汗东街（南侧） | 福欣小区       |
| D · 出口            |      | 成吉思汗东街（北侧） | 兴泰东河湾三期 |
| 图例： 设有         |      |                      |                |

## 接驳交通

### 公交车
- 一家村北口：68路、80路、120路、K7路

## 历史
- 2018年6月16日，车站主体结构封顶[3]。
- 2020年10月1日，本站随2号线通车一同开通[1]。